# You're Not Alone (canción de Of Mice & Men)
«You're Not Alone» es el primer sencillo de la banda estadounidense de metal alternativo Of Mice & Men en su tercer álbum Restoring Force. Fue publicado el 3 de diciembre de 2013.

## Videoclip
En el vídeo oficial de la canción se visualizan las imágenes tomadas por algunas de las actuaciones musicales en directo y las letras normalmente fluyen superponen.

## Posiciones
| Lista                          | Posiciones |
| ------------------------------ | ---------- |
| UK Rock & Metal Singles Top 40 | 7          |
| US Billboard Hot Rock Songs    | 28         |